# Kim Do-yeon (Fußballspieler, 1989)
Jung Ji-soo (kor. 김도연; * 1. Januar 1989) ist ein südkoreanischer Fußballspieler.

## Karriere
Kim Do-yeon erlernte das Fußballspielen in den Schulmannschaften der Un-nam Elementary School, Moonil Middle School und der Seoul Seongji High School sowie in der Universitätsmannschaft der Yewon Arts University. Seinen ersten Vertrag unterschrieb er 2011 bei Daejeon Citizen. Der Verein aus Daejeon, einer Großstadt im Zentrum von Südkorea, spielte in der ersten Liga des Landes, der K League. Für Daejeon absolvierte er sieben Erstligaspiele. 2012 zog es ihn nach Thailand. Hier unterschrieb er einen Vertrag beim Pattaya United FC. Mit dem Verein aus Pattaya spielte er in der ersten Liga, der Thai Premier League. Nach einem Jahr wechselte er 2013 zum Ligakonkurrenten Samut Songkhram FC nach Samut Songkhram. Für Samut stand er siebenmal in der ersten Liga auf dem Spielfeld. Wo er von Anfang 2014 bis Mitte 2015 gespielt hat, ist unbekannt. Im Juli 2015 verpflichtete ihn der südkoreanische Drittligist Gyeongju Citizen FC aus Gyeongju. Am 1. August 2017 wechselte er zum Songwol FC.